# 游城乡
游城乡，是中华人民共和国江西省上饶市鄱阳县下辖的一个乡镇级行政单位。

## 行政区划
游城乡下辖以下地区：
游城村、桂湾村、踏溪村、黄村、板桥村、云峰村、土塘村、刘家村、朗埠村、范田村、花桥村、淮王坦村、高坊村、研下村、南园村、周家村、屯田村、白杨村、龙头村、新坂村、北塘村、鱼塘村、半港村和官田村。